# Sumitomo Rubber Industries

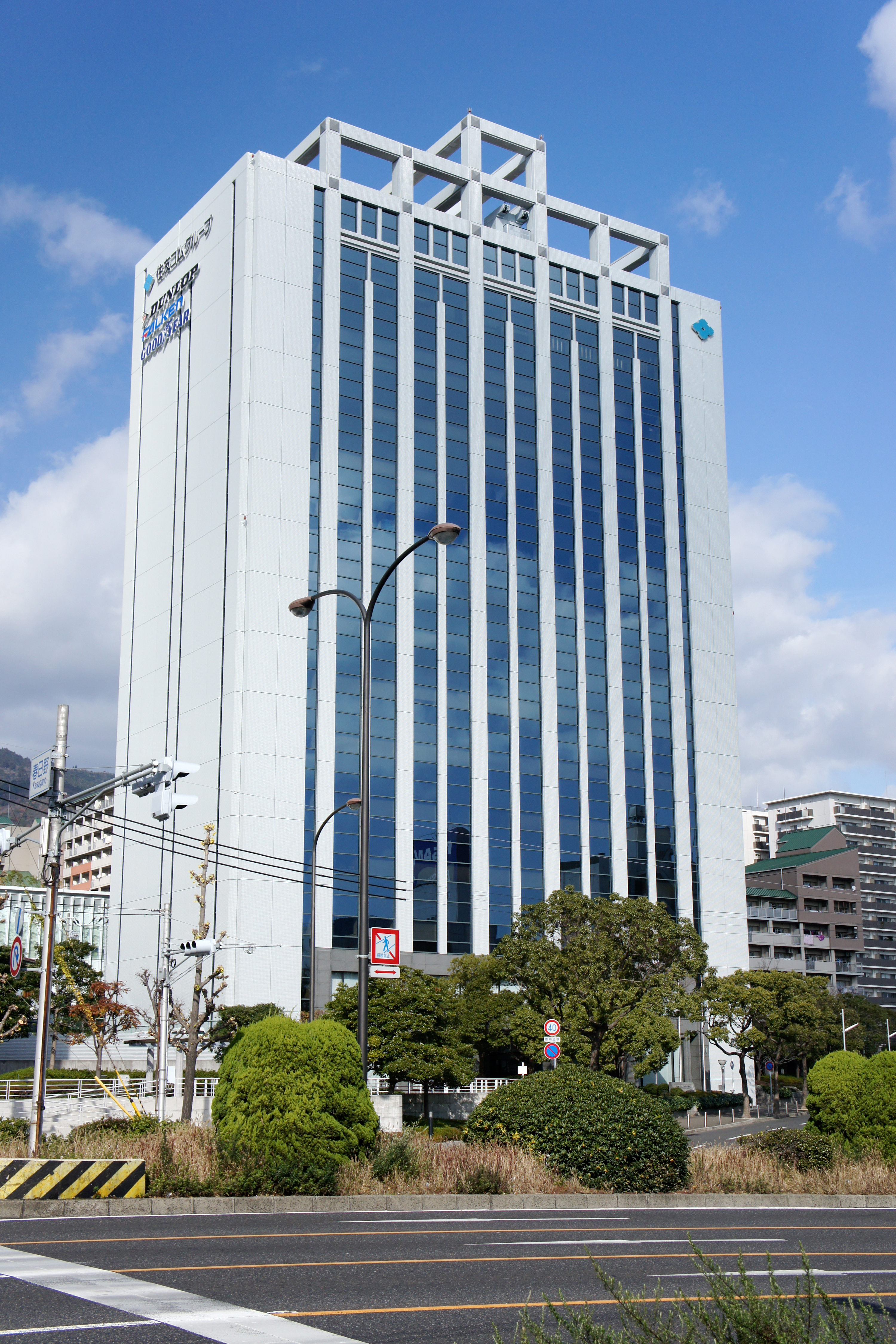
Hauptquartier (Kōbe, Japan)

Sumitomo Rubber Industries, Ltd. ist ein japanischer Hersteller von Reifen und Produkten aus Gummi. Das Unternehmen wurde 1909 von dem Konzern der Sumitomo Group und Dunlop gegründet. Seit 1930 werden im Unternehmen Autoreifen, Tennis- und Golfbälle hergestellt; des Weiteren gehören Tennisschläger und verschiedene andere Gummiprodukte zum Produktangebot. Der Hauptsitz des Unternehmens befindet sich in Kōbe, Produktionsstandorte hat Sumitomo Rubber neben Japan in USA, Brasilien (2021 18.000 Reifen pro Tag, für Pkw und Lkw), China, Südafrika und seit 2015 in der Türkei.
1981 erzielte Sumitomo weltweit einen Jahresumsatz von 530 Millionen US-Dollar und hatte einen Weltmarktanteil von 1,8 Prozent.
Zu Sumitomo Rubber Industries gehört seit 1983 das Unternehmen Dunlop, das von 1999 bis 2015 gemeinsam mit dem Unternehmen Goodyear in einem Joint Venture geführt wird. Sumitomo war 1999 weltweit fünftgrößter Reifenhersteller; so hatten die drei Firmen 1999 mit 22 % den größten Weltmarktanteil.
2003 übernahm Sumitomo Rubber Industries die Ohtsu Tire & Rubber Co. Ltd., die 1983 die Marke Falken für die Vermarktung von Hochleistungsreifen in Japan und 1985 in Nordamerika auf den Markt gebracht hatte.
2015 endete der Zusammenschluss mit Goodyear, wobei das Unternehmen Goodyear Dunlop Tires, das in Deutschland etwa 6.400 Angestellte hat (2019), nun zu 100 Prozent mit Goodyear als Eigner erhalten blieb; außerdem übernahm Sumitomo North America  die frühere Falken Tire Corporation. Die Falken-Reifen für den europäischen Markt werden in der Türkei hergestellt. 2017 erwarb Sumitomo die Markenrechte der Dunlop-Sportartikel für über 130 Millionen Euro. 2018 eröffnete Sumitomo in Hanau ein neues Entwicklungsgebäude.
2020 und auch 2022 (vor Pirelli) stand Sumitomo unter den Reifenherstellern nach Umsatz weltweit auf dem fünften Platz.